# 东城街道 (荆州市)
东城街道，是中华人民共和国湖北省荆州市荆州区下辖的一个乡镇级行政单位。

## 行政区划
东城街道下辖以下地区：
南门社区、迎宾社区、荆东社区、东门社区、解放社区、向阳社区、安心桥社区、黄金堂社区、草市社区、玄妙观社区、东桥社区和东升社区。